# Ruwe raspbraam
Ruwe raspbraam (Rubus rudis) is een soort uit het geslacht braam (Rubus).

## Ecologie
De soort komt vooral voor in heggen en mantelvegetatie op leem- of kalkrijke grond.
Ruwe raspbraam staat te boek als kensoort voor de associatie van trosvlier en ruwe raspbraam (Sambuco racemosae-Rubetum rudis).